# Цырюк, Владимир Акимович
Владимир Акимович Цырюк (укр. Володимир Якимович Цирюк; 12 сентября 1930 года, село Раговка, Полесский район, Киевская область, Украинская ССР) — водитель Житомирской автоколонны № 2193 Министерства автомобильного транспорта Украинской ССР. Герой Социалистического Труда (1971). Чемпион УССР и СССР по автомобильному многоборью в классе автомобилей ГАЗ-51 (1963). Чемпион Украинской ССР по автокроссу в классе автомобилей ЗИЛ-164 (1965).

## Биография
Родился в 1930 году в многодетной крестьянской семье в селе Раговка. С середины 1940-х годов трудился рядовым колхозником в местном колхозе. Позднее проживал в одном из сельских населённых пунктов Смелянского района, где окончил семилетку. Окончил Бобруйскую годичную автошколу и трудился в СМУ № 1 треста «Киевгазстрой». С 1950 года проходил срочную службу водителем хозяйственного взвода в Житомире и Тульчине Винницкой области.
С октября 1953 года — водитель, бригадир водителей, водитель-наставник, инженер по безопасности движения автоколонны № 2193 в Житомире.
Работая на посевных площадях сельскохозяйственных предприятий Житомирской области, при уборке сахарной свеклы внедрил автопоезд с 3 — 4 прицепами, в результате чего значительно увеличилась производительность труда в четыре раза. Вывозил за один рейс около 20 тонн свеклы. Указом Президиума Верховного Совета СССР от 4 мая 1971 года «за выдающиеся успехи, достигнутые в выполнении плана по перевозкам народохозяйственных грузов и пассажиров, строительству и содержанию автомобильных дорог» удостоен звания Героя Социалистического Труда с вручением ордена Ленина и золотой медали «Серп и Молот».
Занимался автомобильным спортом. Кандидат в мастера спорта СССР (1968). Неоднократный чемпион и призёр первенства УССР, чемпионата СССР, спартакиада народов СССР по автомобильному спорту. Несколько лет был старшим тренером сборной управления автотранспорта Житорской области по многоборью и автокроссу.
Избирался дважды депутатом Житомирского городского Совета народных депутатов и четырежды — депутатом Житомирского областного Совета народных депутатов. Занимался общественной жизнью — был председателем областной организации «Защита детей войны», членом президиума областной организации ветеранов (1987—2005) и ответственным секретарём областного клуба «Золотая звезда».
Работал в автоколонне № 2193 (позднее — автотранспортное предприятие № 11855) до выхода на пенсию в сентябре 1990 года.
Награды
- Герой Социалистического Труда
- Орден Ленина — дважды (05.10.1966; 04.05.1971)
- Орден Трудового Красного Знамени (15.12.1972)
- Орден «За заслуги» 3 степени (25.06.2010)
- Медаль «За доблестный труд в Великой Отечественной войне 1941—1945 гг.»
- Знак «За заслуги перед городом» 2 степени (Житомир)[2]